# Wisznice (gmina)
Pour les articles homonymes, voir Wisznice.

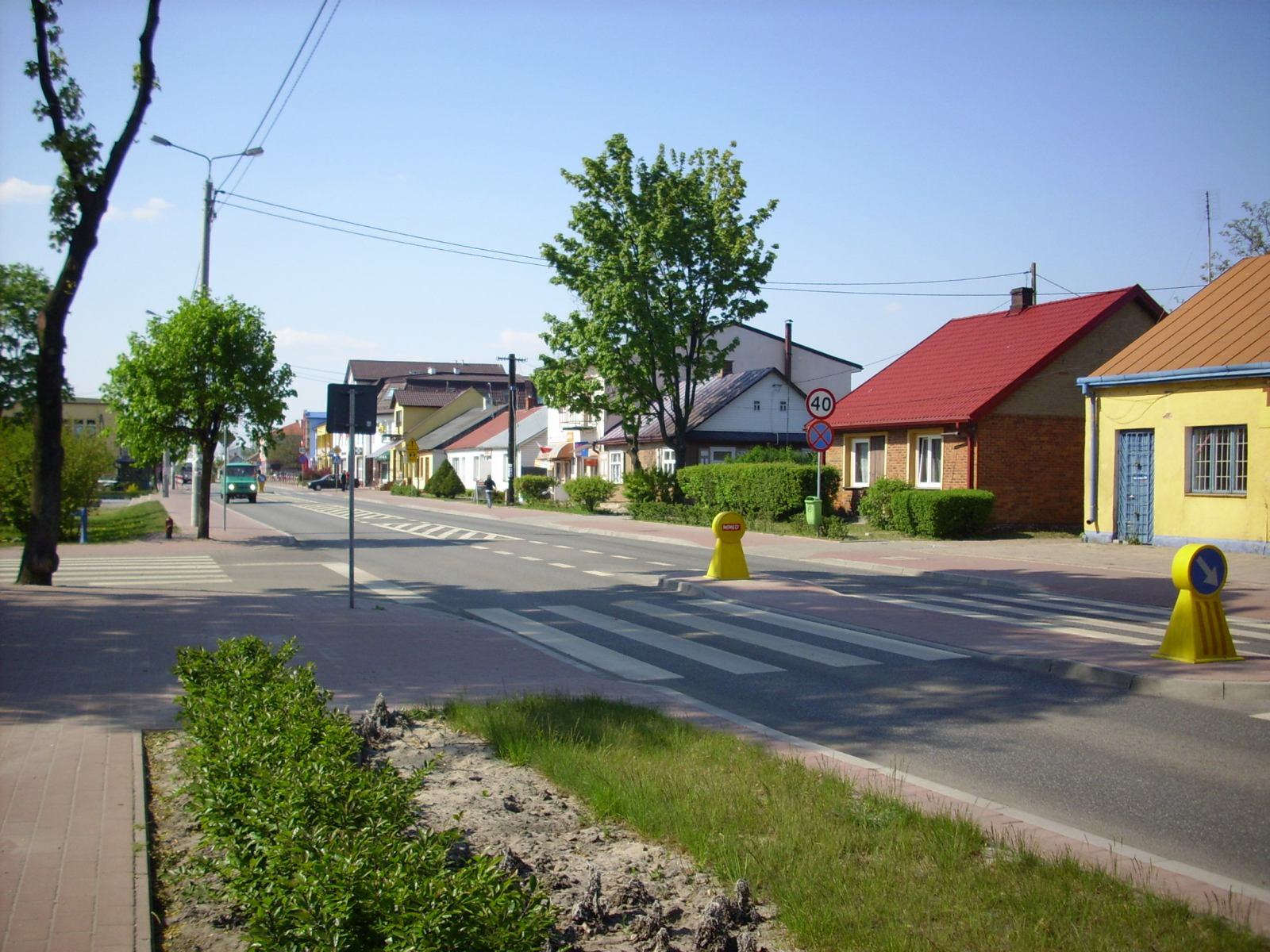
Wisznice (powiat de Biała, voïvodie de Lublin, Pologne). Centre village.

Wisznice est une gmina rurale (gmina wiejska) de la powiat de Biała Podlaska, dans la Voïvodie de Lublin, dans l'est de la Pologne.
Son siège administratif (chef-lieu) est le village de Wisznice, qui se situe environ 28 kilomètres au sud de Biała Podlaska (siège du powiat) et 75 kilomètres au nord-est de la capitale régionale Lublin (capitale de la voïvodie).
La gmina couvre une superficie de 173 km2 pour une population de 5 199 habitants en 2006.

## Histoire
De 1975 à 1998, la gmina est attachée administrativement à la voïvodie de Biała Podlaska.

Depuis 1999, elle fait partie de la voïvodie de Lublin.

## Géographie
La gmina inclut les villages et localités de :

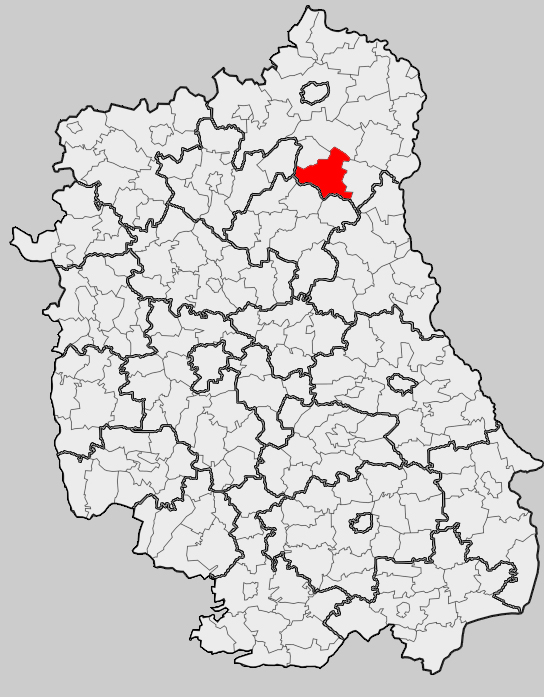
Position de la gmina dans la voïvodie

- Curyn
- Dołholiska
- Dubica Dolna
- Dubica Górna
- Horodyszcze
- Kolonia Wisznice
- Łyniew
- Marylin
- Polubicze Dworskie
- Polubicze Wiejskie
- Ratajewicze
- Rowiny
- Wisznice
- Wygoda

### Gminy voisines
La gmina de Wisznice est voisine des gminy de:
- Jabłoń
- Komarówka Podlaska
- Łomazy
- Milanów
- Podedwórze
- Rossosz
- Sosnówka

## Structure du terrain
D'après les données de 2002, la superficie de la commune de Wisznice est de 173 kilomètres carrés, répartis comme telle :
- terres agricoles : 72%
- forêts : 21%

La commune représente 6,28% de la superficie du powiat.

## Démographie
Données du 30 juin 2004:
| Description        | Total  | Total | Femmes | Femmes | Hommes | Hommes |
| ------------------ | ------ | ----- | ------ | ------ | ------ | ------ |
| Unité              | Nombre | %     | Nombre | %      | Nombre | %      |
| Population         | 5 249  | 100   | 2 689  | 51,2   | 2 560  | 48,8   |
| Densité (hab./km²) | 30,3   | 30,3  | 15,5   | 15,5   | 14,8   | 14,8   |

| Village                     | Hommes | Femmes | Population totale |
| --------------------------- | ------ | ------ | ----------------- |
| Curyn                       | 98     | 108    | 206               |
| Dołholiska                  | 35     | 27     | 62                |
| Dubica Dolna                | 125    | 114    | 241               |
| Dubica Górna                | 210    | 191    | 401               |
| Horodyszcze                 | 431    | 413    | 844               |
| Kolonia Wisznice            | 123    | 122    | 245               |
| Małgorzacin                 | 32     | 28     | 60                |
| Marylin                     | 48     | 46     | 94                |
| Łyniew                      | 106    | 116    | 222               |
| Polubicze Dworskie          | 78     | 83     | 161               |
| Polubicze Wiejskie Drugie   | 150    | 170    | 320               |
| Polubicze Wiejskie Pierwsze | 172    | 153    | 325               |
| Ratajewicze                 | 90     | 87     | 177               |
| Rowiny                      | 91     | 91     | 182               |
| Wisznice                    | 777    | 782    | 1559              |
| Wygoda                      | 197    | 245    | 442               |
| Total                       | 2727   | 2814   | 5541              |